# 桜川市内巡回ワゴン
桜川市内巡回ワゴンは、茨城県桜川市が運行していたコミュニティバスである。桜川市では桜川市内巡回ワゴン「ヤマザクラGOミニ」と呼称している。運行は市内に本社を置く株式会社ワイズツーリストへ委託していた。2023年9月に廃止された。

## 概要

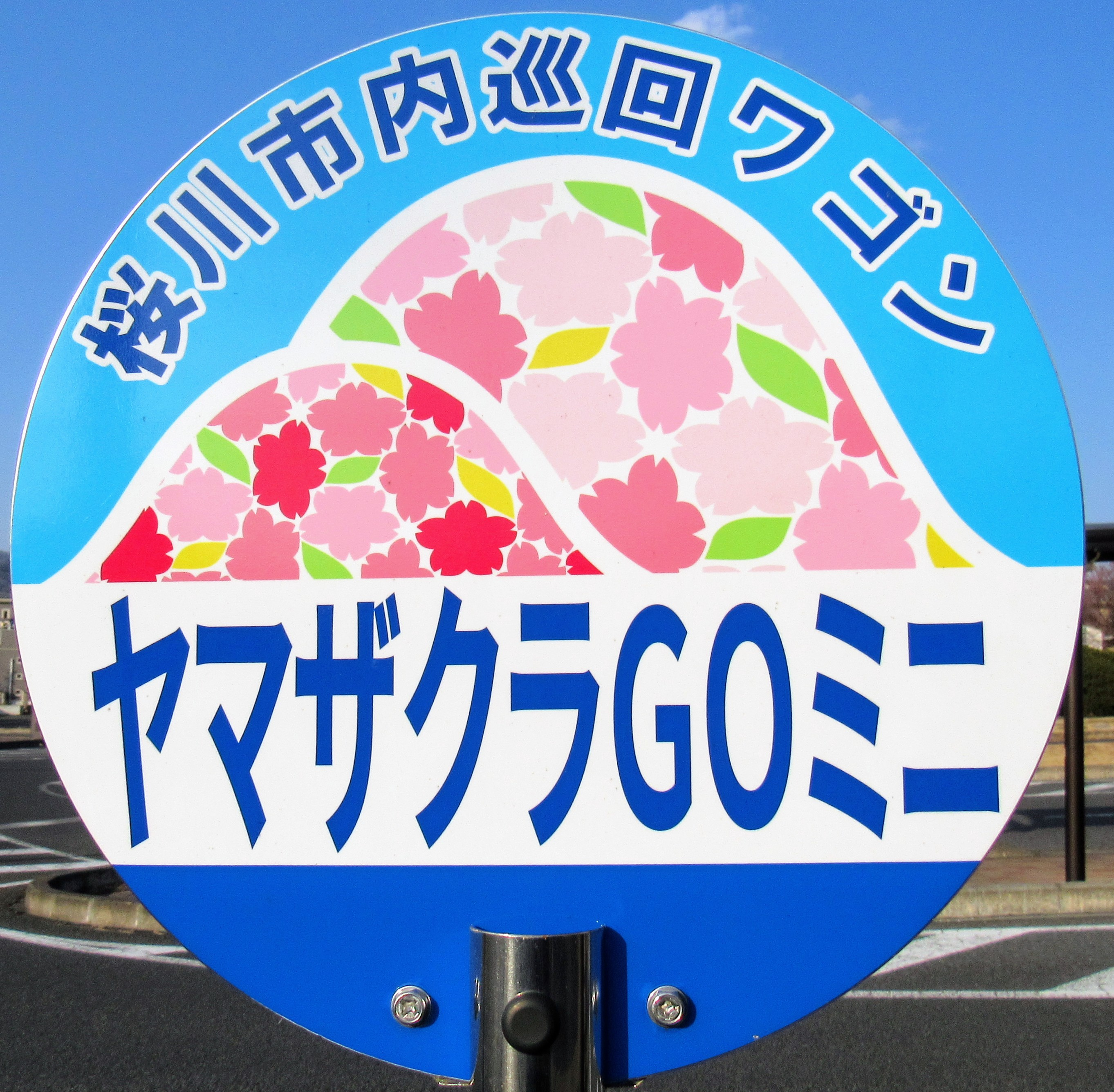
桜川市内巡回ワゴン「ヤマザクラGOミニ」専用バス停

2020年（令和2年）4月1日より実証実験運行を開始。実証実験期間は2023年（令和5年）3月までの3年間を予定するとした。高齢化の進行と運転免許証返納者の増加に伴い、高齢者など交通弱者の移動手段を確保するため、新規に運行開始したものである。
既存のコミュニティバスである桜川市バス「ヤマザクラGO」の路線網から漏れた地域を主に運行する。2022年1月時点で、全10路線を運行している。運行は平日のみである。
バス停留所名には基本的に地名を採用しており、バス停ポールは専用のものを使用する。桜川市バス「ヤマザクラGO」の専用バス停とは異なる独自デザインを採用した。
2021年4月1日にダイヤ改正を実施している。2023年9月末をもって全路線が運行を終了した。

## 運賃・乗車券類
- 運賃は100円均一[1]、未就学児は無料[1]。
- 運賃は前払い[3]。

## 路線

### 岩瀬地区
| (1) 友部・猿田ルート                        | (2) 西小塙・高幡ルート             | (3) 平沢・山口ルート     | (4) 南飯田・門毛ルート | (5) 富谷・大泉ルート | (6) 長方・本郷ルート         | (7) 犬田・青木ルート |
| 月・水                                      | 水・金                             | 月・金                   | 月・水                 | 月・金               | 水・金                       | 火・木               |
| ------------------------------------------- | ---------------------------------- | ------------------------ | ---------------------- | -------------------- | ---------------------------- | -------------------- |
| 桜川市役所岩瀬庁舎                          |                                    |                          |                        |                      |                              |                      |
| 岩瀬駅                                      |                                    |                          |                        |                      |                              |                      |
| 岩瀬中央※常陽銀行岩瀬支店付近               |                                    |                          |                        |                      |                              |                      |
| 富士見台西※ウエルシア薬局岩瀬富士見台店付近 |                                    |                          |                        |                      |                              |                      |
| 富士見台東※パワーマート岩瀬店付近           |                                    |                          |                        |                      |                              |                      |
| 明日香東※カワチ薬局岩瀬店付近               |                                    |                          |                        |                      |                              |                      |
| 御領一丁目※カスミフードスクエア岩瀬店付近   |                                    |                          |                        |                      |                              |                      |
| 青柳ふるさとコミュニティセンター            | 青柳                               | 大岡西                   | 元岩瀬北               | 元岩瀬公民館         | 富岡                         | 市営犬田住宅東       |
| 水戸                                        | 谷中(上城)                         | 大岡東                   | 富谷東                 | 富谷中央             | 坂戸小学校前                 | 犬田畑ヶ中           |
| 上城農村集落センター                        | 稲荷橋ふるさとコミュニティセンター | 亀岡西                   | 中里                   | 富谷西               | 西飯岡農村集落センター       | 犬田西山南           |
| 上城東                                      | 磯部桜川公園入口                   | 亀岡中央                 | 入野本田               | 久原                 | 西飯岡西                     | 犬田西山北           |
| 西友部農村集落センター                      | 磯部中央                           | 亀岡農村集落センター入口 | 南飯田西               | 飯渕                 | 長方北公民館                 | 青木北               |
| 羽黒駅                                      | 磯部稲村神社前                     | 平沢公民館               | 南飯田公民館           | 大泉南               | 長方東                       | 羽田                 |
| 東友部転作推進センター入口                  | 稲                                 | 池亀                     | 間中農村集落センター   | 大泉さくら直売所     | 長方南                       | 桜川市役所大和庁舎   |
| 岩瀬日大高校前                              | 月山寺                             | 福崎                     | 入野新田               | 大泉中               | 長方南・中泉農村集落センター | ー                   |
| 松田                                        | 西小塙三区                         | 小塩                     | 門毛大内               | 大泉北               | 上野原公園                   | ー                   |
| 松田田園都市センター入口                    | 西小塙二区                         | 大月                     | 門毛阿弥陀如来堂       | ー                   | 下泉公民館                   | ー                   |
| 曽根                                        | 西小塙一区                         | 大月農村集落センター     | 門毛金場               | ー                   | 下泉中                       | ー                   |
| 猿田公民館                                  | 加茂部一区                         | 坂本                     | ー                     | ー                   | 旧下泉分校                   | ー                   |
| 猿田東                                      | 加茂部公民館                       | 山口入口                 | ー                     | ー                   | 本郷不動尊                   | ー                   |
| 木植                                        | 鴨神社西                           | 山口下                   | ー                     | ー                   | ー                           | ー                   |
| 今泉農村集落センター前(今泉公民館前)        | 加茂部二区                         | 山口中                   | ー                     | ー                   | ー                           | ー                   |
| ー                                          | 高幡公民館                         | 鏡ヶ池前                 | ー                     | ー                   | ー                           | ー                   |

### 真壁地区
| (8) 高久・原方ルート | (9) 上谷貝・金敷ルート     | (10) 源法寺・下谷貝ルート          |
| 火・木               | 火・木                     | 火・木                             |
| -------------------- | -------------------------- | ---------------------------------- |
| 桜井西               |                            |                                    |
| 仲町                 |                            |                                    |
| 高上町               |                            |                                    |
| 真壁高校南           |                            |                                    |
| 桜川市役所真壁庁舎   |                            |                                    |
| 亀熊田園都市センター | 亀熊南                     | 塙世                               |
| 亀熊北               | 亀熊西                     | 源法寺                             |
| 旧南学校給食センター | 東矢貝東                   | 須津賀ふるさとコミュニティセンター |
| 原方公民館           | 東矢貝中                   | 源法寺集落センター入口             |
| 高久入口             | 大塚新田転作推進センター   | 真壁運動場東                       |
| 鷲宿東               | 東矢貝西                   | 細芝公民館前                       |
| 鷲宿西               | 上谷貝飽戸会館             | 細芝北                             |
| 中根                 | 上谷貝中                   | 下谷貝南                           |
| 前原公民館           | 上谷貝北部田園都市センター | 下谷貝中                           |
| 木崎                 | 前原十字路西               | 下谷貝北                           |
| 桜川市役所大和庁舎   | 金敷公民館                 | 公民館谷貝分館                     |
| ー                   | 中丸木公民館               | ー                                 |
| ー                   | 福泉公民館                 | ー                                 |

- 各路線とも週２日運行。一日3.5往復から4往復。
- フリー乗降区間の設定はなく、バス停以外での乗降車はできない[3]。
  - (1) から (7) は、全ての便が岩瀬庁舎〜岩瀬駅〜御領一丁目間を経由し、(8) から (10) は桜井西〜真壁庁舎を経由する。

## 車両
- 実証実験開始時に専用車両として、オリジナルカラーのトヨタ・ハイエース[3]が4台用意された。
- 車内には車椅子を固定するスペースがないため、車椅子に乗ったままでの乗車はできない[3]。